# Carson Cooman
Carson P. Cooman (12 juni 1982) is een Amerikaans componist en organist. Hij kreeg zijn muzikale opleiding van Bernie Rands, Judith Weir, Alan Fletcher en James Willey. Zowel als componist als organist is hij zeer in trek. Aan de ene kant ontvangt hij talloze verzoeken tot composities van allerlei aard, aan de andere kant zijn er voor hem als organist minstens 130 composities geschreven. Naast componeren en orgelspelen schrijft hij ook over muziek. De meeste werken van zijn hand hebben een korte speelduur. Dat is mede de oorzaak dat hij in 2004 al aan opusnummer 558 toe was.
Enkele werken:
- 2004: Opus 558: Missa Brevis
  - (1) Kyrie; (2) Gloria; (3) Sanctus; (4) Agnus Dei
- 2004: Opus 574: Symfonie nr. 2 Litanies of love and rain
  - gebaseerd op Desiring the solitude of rain van Kathleen Wakefield
- 2005: Opus 620: Pianosonate nr. 4
  - (1)Mourning at sunset; (2) Beyond distant echoes; (3) Whisper of mortality voor pianiste Donna Amato
- 2005: Opus 649: Pianoconcert
  - voor Nathaniel Blume; gebaseerd op een pianoconcert van Mozart KV 449 voor het Mozartjaar;
- 2005: Opus 650: Symfonie nr. 3 Ave Maris Stella
  - voor kamerorkest : (1) Pentinento ; (2) Interrupted Motet
- 2018: Opus 1318: Two Orgelkids Pieces
  - De twee stukken zijn speciaal gecomponeerd voor het educatieve Doe-orgel van Orgelkids. Een van de composities is opgedragen aan Lydia Vroegindeweij, die in 2009 Orgelkids in Nederland oprichtte.[1]

## Discografie
Van deze componist zijn drie cd's verschenen met respectievelijk orkestmuziek, pianomuziek en koormuziek.

## Voetnoten
1. ↑  Carson Cooman, Two Orgelkids Pieces (2018). carsoncooman.com (2018). Gearchiveerd op 1 april 2023. Geraadpleegd op 2018-11-17
taal = en.  Op de pagina kunnen de composities worden beluisterd.

- Biblioteca Nacional de España: XX5140502
- Bibliothèque nationale de France: cb158908171 (data)
- Gemeinsame Normdatei: 133442160
- International Standard Name Identifier: 0000 0001 1492 072X
- Library of Congress Control Number: no2001006787
- MusicBrainz: 0b36e109-b113-4c1c-9d26-c91a10e464c2
- Système universitaire de documentation: 182080439
- Virtual International Authority File: 56255893
- WorldCat: E39PBJyWYVmdYqW3x8YTgmvj4q